# Saint-Pierre-de-Buzet
Saint-Pierre-de-Buzet è un comune francese di 256 abitanti situato nel dipartimento del Lot e Garonna nella regione della Nuova Aquitania.

## Società

### Evoluzione demografica
Abitanti censiti